# جيمس دوناتو
جيمس دوناتو (بالإنجليزية: James Donato)‏ هو قاضي ومحامي أمريكي، ولد في 29 يوليو 1960 في باسادينا في الولايات المتحدة.